# عضل صغير
عضل صغير (الاسم العلمي: Gerbillus pusillus) (بالإنجليزية: Least Gerbil)‏ هو نوع من الحيوانات يتبع جنس العضل من الفصيلة الفأرية.